# Бородниця Флерка
Бородниця Флерка (Barbilophozia sudetica) — вид печіночників порядку юнгерманіальних (Jungermanniales).
Таксон вважається синонімом до Neoorthocaulis floerkei (F.Weber & D.Mohr) L.Söderstr., De Roo & Hedd.

## Поширення
Батьківщиною є Європа, Азія, Північна Америка.
Росте на кислих і багатих гумусом, від свіжих до вологих, від легких до помірно затінених місць на гірських і субальпійських (альпійських) висотах: чагарники, луки, хвойні ліси, болота й болотисті ліси.

## Характеристика
Часто росте великими килимками від жовто-зеленого до коричнево-зеленого кольору. Прямовисні рослини мають довжину 5 сантиметрів і ширину від 2,5 до 3 міліметрів. Їхня нижня сторона вкрита короткими ризоїдами. Бокові листки прикріплені до стебла під кутом, мають довжину ≈ 1,2 міліметра, ширина трохи більша, а у верхній третині зазвичай розділені на три тупо загострені частки. Біля основи листка зазвичай є деякі придатки (війки), які мають квадратні клітини. Округлі клітини листки мають товсті стінки з чіткими кутовими потовщеннями. На одну клітину припадає від 2 до 6 масляних тілець. Підлистки зазвичай чітко розвинені, дволопатеві. Вид дводомний. Живці утворюються дуже рідко.